# Красава (Росія)
Краса́ва (рос. Красава) — присілок у складі Шабалінського району Кіровської області, Росія. Входить до складу Ленінського міського поселення.
Населення становить 99 осіб (2010, 135 у 2002).
Національний склад станом на 2002 рік — росіяни 97 %.